# Tältet
Tältet är en svensk dokumentärfilm från 1978 i regi av Göran du Rées och Christina Olofson.
Filmen visar teaterföreställningen Tältprojektet som turnerade i Sverige och Danmark i mitten av 1977 och framförde en dramatisering av den svenska arbetarrörelsens historia. Filmen premiärvisades den 8 september 1978 på biografen Sergel i Stockholm.

### Fotnoter
1. 1 2  ”Tältet”. Svensk Filmdatabas. http://sfi.se/sv/svensk-filmdatabas/Item/?itemid=5025&type=MOVIE&iv=Basic&ref=/templates/SwedishFilmSearchResult.aspx?id%3d1225%26epslanguage%3dsv%26searchword%3dt%C3%A4ltet%26type%3dMovieTitle%26match%3dBegin%26page%3d1%26prom%3dFalse. Läst 5 maj 2013.